# Uroxys frankenbergeri
Uroxys frankenbergeri là một loài bọ cánh cứng trong họ Bọ hung (Scarabaeidae).